# District de Songling
Le district de Songling (松岭区 ; pinyin : Jiāgédáqí Qū) est une subdivision de la Chine qui, bien qu'administrée par la préfecture de Daxing'anling de la province du Heilongjiang, appartient de façon formelle à la bannière autonome d'Oroqin en Mongolie-Intérieure, et ne constitue pas une entité administrative officielle.